# Folkestone
Folkestone – angielskie miasto nad kanałem La Manche, w hrabstwie Kent, w dystrykcie Folkestone and Hythe, w pobliżu Dover. Liczy około 50 tys. mieszkańców.
W 1629 roku mieszkańcy Folkestone otrzymali prawo wybudowania własnego portu, wcześniej miejscowość była zapleczem portowego miasta Dover. W końcu XVIII wieku miasto przeżywało rozkwit spowodowany rozwojem przemysłu stoczniowego i rybołówczego. W połowie XIX wieku było głównym nadmorskim kurortem w południowej Anglii. Zostało poważnie zniszczone bombardowaniami podczas obu wojen światowych. Od II wojny światowej miasto przeżywa regres z powodu rozwoju przemysłu portowego i usług promowych w pobliskim Dover. Przestało być również popularne jako miejscowość letniskowa.
W mieście znajduje się zakończenie Eurotunelu biegnącego pod kanałem La Manche.

## Klimat
| Sty | Lut | Mar | Kwi | Maj  | Cze  | Lip  | Sie  | Wrz  | Paź  | Lis  | Gru  | Rok  |
| --- | --- | --- | --- | ---- | ---- | ---- | ---- | ---- | ---- | ---- | ---- | ---- |
| 8.0 | 8.0 | 7.5 | 9.3 | 11.6 | 14.1 | 16.0 | 17.6 | 17.7 | 16.2 | 14.2 | 11.1 | 12.6 |

## Współpraca
- Boulogne-sur-Mer, Francja
- Middelburg, Holandia
- Étaples, Francja